# Apocalipse 15
Apocalipse 15 é o décimo-quinto capítulo do Livro do Apocalipse (também chamado de "Apocalipse de João") no Novo Testamento da Bíblia cristã. O livro todo é tradicionalmente atribuído a João de Patmos, uma figura geralmente identificada como sendo o apóstolo João.
Este capítulo é um prelúdio à narrativa das sete taças.

## Texto
O texto original está escrito em grego koiné e contém 8 versículos. Alguns dos mais antigos manuscritos contendo porções deste capítulo são:
- Papiro 115 (c. 275, versículos 1, 4-7)
- Papiro 47 (século III, completo)
- Papiro 43 (século VI/VII, versículo 8)
- Codex Sinaiticus (330-360, completo)
- Codex Alexandrinus (400-440, completo)
- Codex Ephraemi Rescriptus (c. 450, completo)

## Estrutura

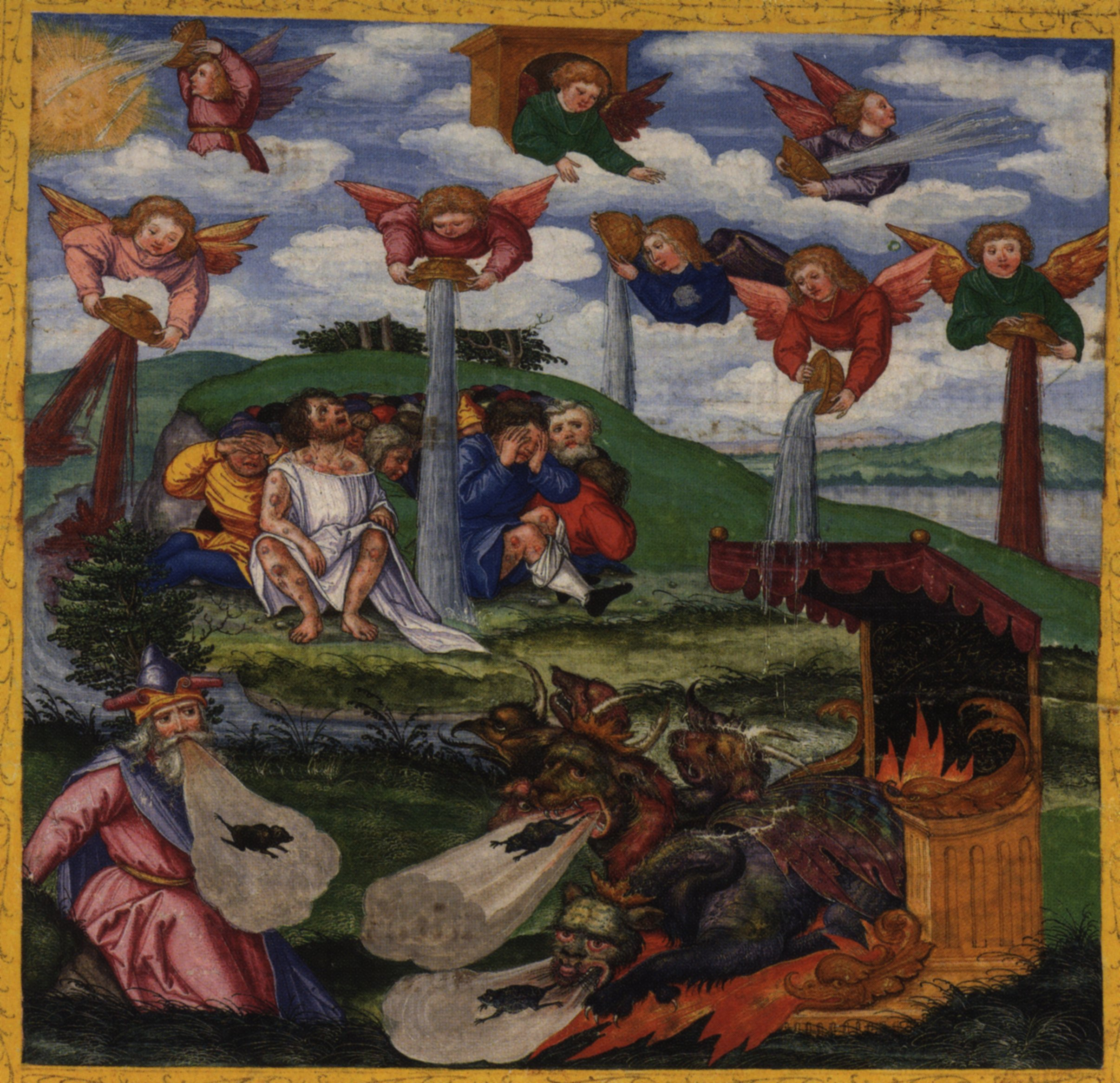
"As sete taças do Apocalipse"
Iluminura da Bíblia de Ottheinrich (1530-1532).

Este curtíssimo capítulo pode ser dividido em duas seções distintas:
- "O Cântico do Cordeiro" (versículos 1-4)
- "Prelúdio ao Julgamento das Taças" (versículos 5-8)

## Conteúdo
Este capítulo serve de prelúdio para a narrativa das sete taças, as "sete últimas pragas" segundo João, que "consumam a ira de Deus", cada uma delas nas mãos de um anjo. Os que venceram a besta em Apocalipse 14 entoam o "cântico de Moisés" e o "cântico do Cordeiro" enaltecendo Deus (Apocalipse 15:1–4). Depois dos cânticos, as quatro criaturas viventes deram aos anjos "sete taças de ouro cheias da ira de Deus". O santuário de Deus se fechou e ninguém mais pôde entrar enquanto não se cumprissem as pragas (Apocalipse 15:5–8).